# Keiron Zziwa
Keiran St. Charles Alvarez Zziwa (7 de noviembre de 1997) es un baloncestista profesional canadiense-ugandés de la Universidad de Manitoba en la Conferencia Atlética de Colegios de Manitoba. También representa a la selección de baloncesto de Uganda.

## Biografía
Nació en Winnipeg, Manitoba, y es el hijo del padre Kanyago Charles Zziwa, nativo de Uganda, y de madre portuguesa, Tracy Zziwa.

## Carrera universitaria
Juega en la Universidad de Manitoba desde 2015.

## Selección nacional
Juega en la selección absoluta de Uganda. Hizo su debut internacional con Uganda contra Marruecos en julio de 2021 durante las eliminatorias para AfroBasket 2021.